# (31436) 1999 BJ15
(31436) 1999 BJ15 est un astéroïde de la ceinture principale d'astéroïdes découvert en 1999.

## Description
(31436) 1999 BJ15 a été découvert le 26 janvier 1999 à Višnjan, une municipalité située dans le comitat d'Istrie en Croatie, par Korado Korlević.

### Caractéristiques orbitales
L'orbite de cet astéroïde est caractérisée par un demi-grand axe de 2,62 ua, un périhélie de 2,37 ua, une excentricité de 0,09 et une inclinaison de 4,18° par rapport à l'écliptique. Du fait de ces caractéristiques, à savoir un demi-grand axe compris entre 2 et 3,2 ua et un périhélie supérieur à 1,666 ua, il est classé, selon la JPL Small-Body Database, comme objet de la ceinture principale d'astéroïdes.

### Caractéristiques physiques
(31436) 1999 BJ15 a une magnitude absolue (H) de 14,6 et un albédo estimé à 0,040.